# Portland Fire
Portland Fire – kobiecy klub koszykarski z siedzibą w Portlandzie (Oregon) występujący w lidze WNBA, w latach 2000–2002. Zespół został rozwiązany w 2002 roku po tym, jak nie był w stanie wypełnić wymogów WNBA. Jako jedyny zespół nigdy nie wystąpił w play-off WNBA.
Jennifer Mowe, która reprezentowała klub w latach 2001–2002, występowała także w Polskiej Lidze Koszykówki Kobiet, reprezentując barwy zespołu TOYA Ślęza Wrocław w sezonie 2001–2002.

## Wyniki sezon po sezonie
| Sezon           | Zespół          | Konferencja     | Konferencja     | Sezon regularny | Sezon regularny | Sezon regularny | Rezultaty play-off       |
| Sezon           | Zespół          | Konferencja     | Konferencja     | W               | P               | %               | Rezultaty play-off       |
| --------------- | --------------- | --------------- | --------------- | --------------- | --------------- | --------------- | ------------------------ |
| Portland Fire   |                 |                 |                 |                 |                 |                 |                          |
| 2000            | 2000            | Zachodnia       | 7               | 10              | 22              | 31,3            | Brak kwalifikacji        |
| 2001            | 2001            | Zachodnia       | 7               | 11              | 21              | 34,4            | Brak kwalifikacji        |
| 2002            | 2002            | Zachodnia       | 5               | 16              | 16              | 50              | Brak kwalifikacji        |
| Sezon regularny | Sezon regularny | Sezon regularny | Sezon regularny | 37              | 59              | 38,5            | 0 mistrzostw konferencji |
| Play-off        | Play-off        | Play-off        | Play-off        | 0               | 0               | 0               | 0 mistrzostw WNBA        |

## Nagrody i wyróżnienia
| Debiutantka Roku WNBA - Jackie Stiles (2000) | Uczestniczki meczu gwiazd WNBA - Jackie Stiles (2001) | Galeria Sław Żeńskiej Koszykówki - Jackie Stiles (2016) |

## Liderki statystyczne WNBA
Skuteczność rzutów z gry
- 2002 – Alisa Burras

## Historyczne składy
2000
- Tully Bevilaqua, Alisa Burras, Sylvia Crawley, Michelle Marciniak, Vanessa Nygaard, Lynn Pride, Stacey Thomas, Michele Van Gorp, DeMya Walker, Jamila Wideman, Tara Williams, Sophia Witherspoon

2001
- LaQuanda Barksdale, Tully Bevilaqua, Alisa Burras, Sylvia Crawley, Kristin Folkl, Tamicha Jackson, Carolyn Jones Young, Jennifer Mowe, Vanessa Nygaard, Jackie Stiles, Stacey Thomas, DeMya Walker, Sophia Witherspoon

2002
- LaQuanda Barksdale, Tully Bevilaqua, Alisa Burras, Sylvia Crawley, Ukari Figgs, Kristin Folkl, Amber Hall, Tamicha Jackson, Carolyn Jones Young, Jennifer Mowe, Jackie Stiles, Stacey Thomas, DeMya Walker